# Tourenwagen
Als Tourenwagen bezeichnet man Personenkraftwagen aus Großserienproduktion, die in modifizierter Form zu Automobilrennen eingesetzt werden. Hierzu zählen sowohl Stufenheck-Limousinen als auch Steilheck-Limousinen mit vier Türen. Außerdem sind teilweise je nach Reglement zweitürige Coupés erlaubt. Sie müssen aber „zum normalen Verkauf an die Kundschaft bestimmt“ sein (Originaltext des ISG).

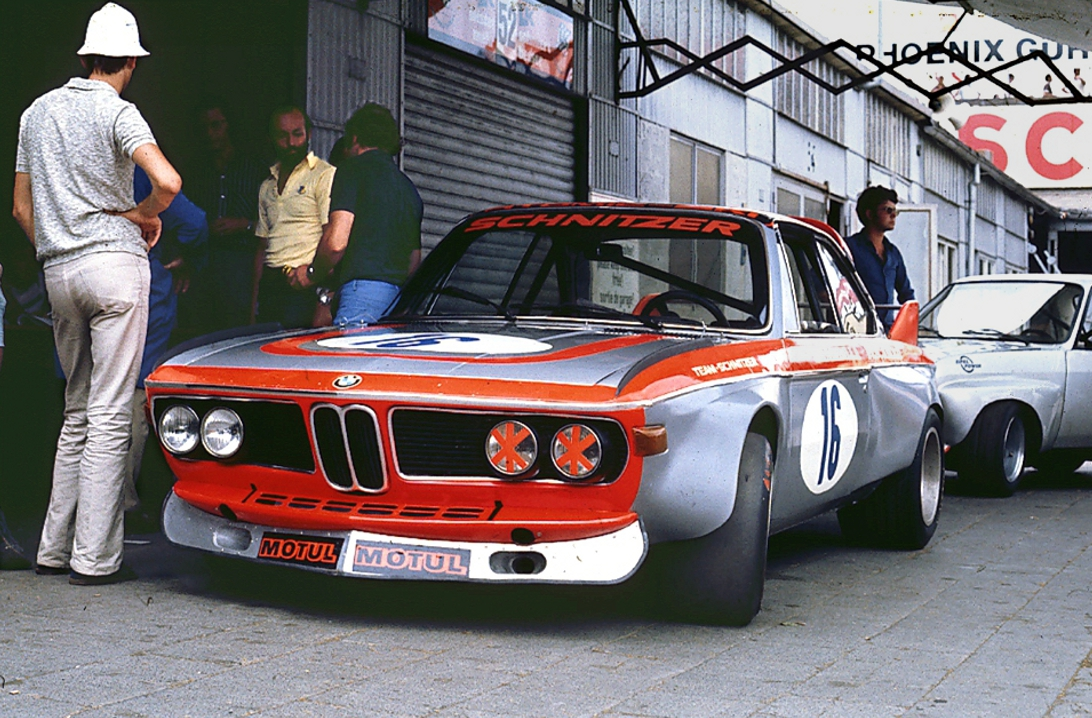
BMW Schnitzer CSL 1973

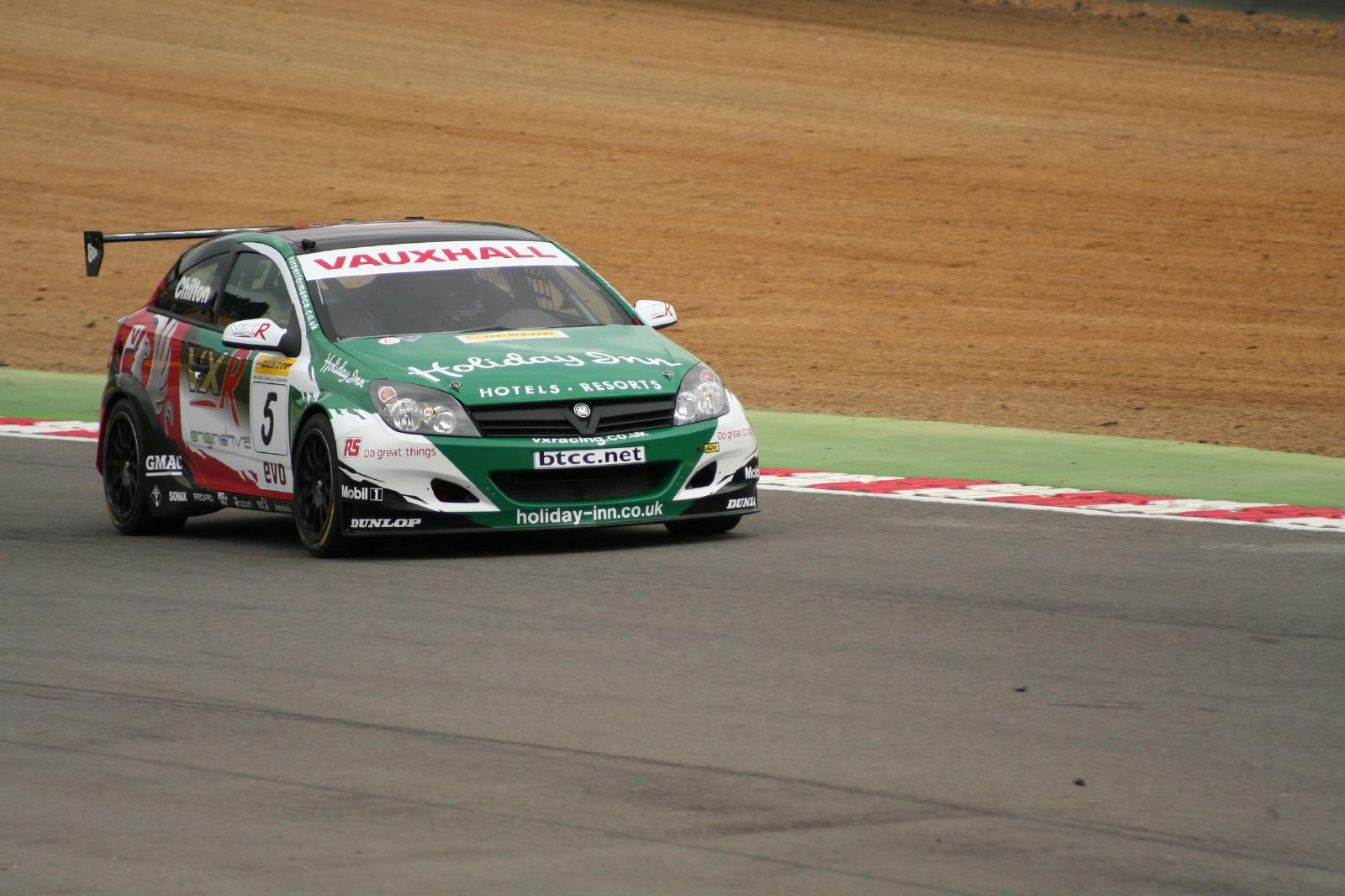
Vauxhall Astra Sport, BTCC 2006

Ein gerne verwendetes Synonym ist Produktionswagen. Diese werden von den bekannten Autoherstellern in erster Linie für den Massenmarkt und die reguläre Teilnahme am Straßenverkehr in großen Stückzahlen gebaut. Mit den notwendigen Sicherheitseinrichtungen (Überrollkäfig, Feuerlöscher, ggf. Hosenträgergurte, Hauptschalter) können diese Autos im Motorsport eingesetzt werden, in einigen wenig riskanten Wettbewerben wie Automobil-Slalom und Gleichmäßigkeitsprüfungen (GLP) auch in unveränderter Form.

## Reglement
Wichtigste Grundlage für eine Anerkennung in den weiter unten genannten Fahrzeugklassen ist die von der FIA dokumentierte ECE-Homologation im FIA-Regelwerk.

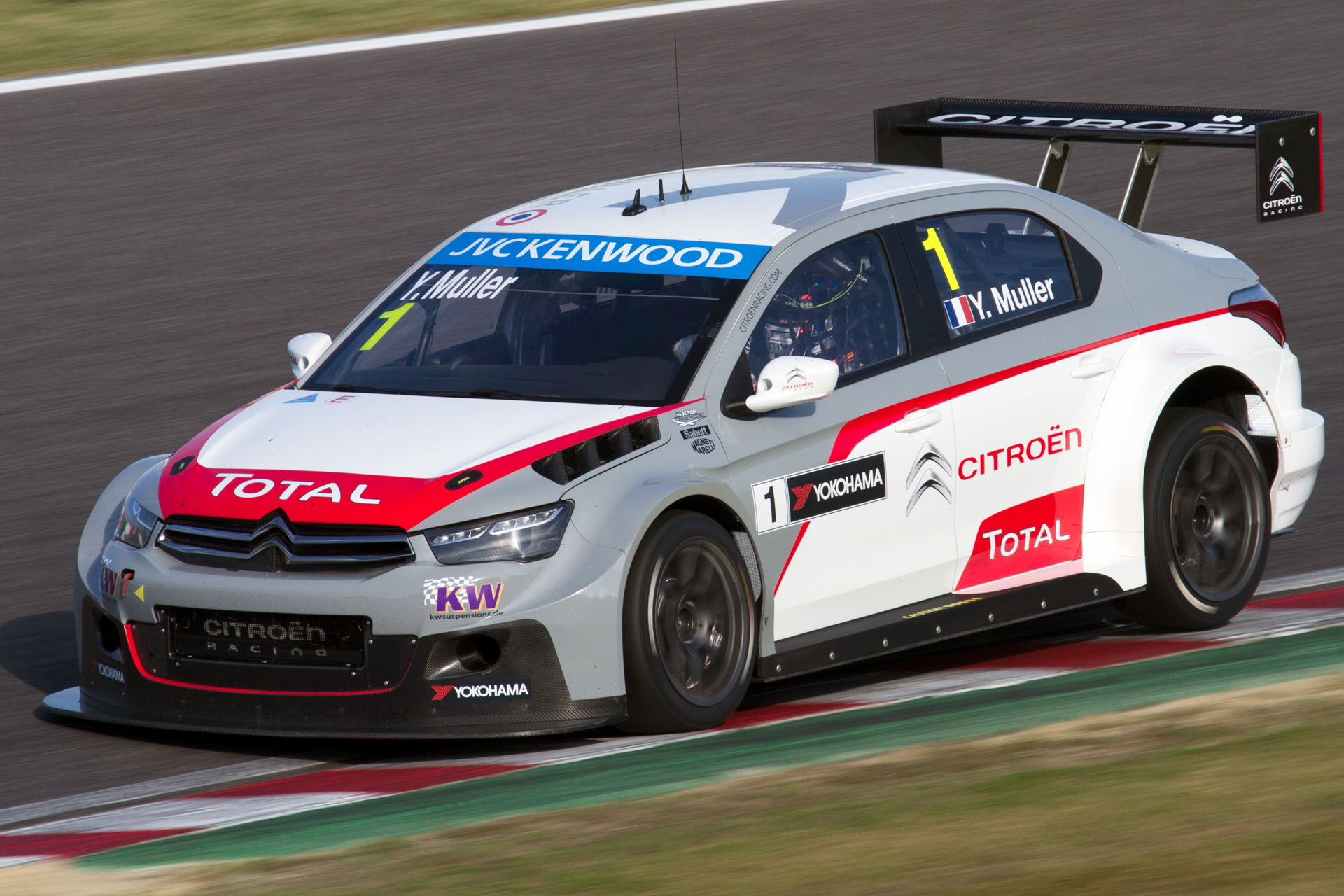
TC1 Tourenwagen

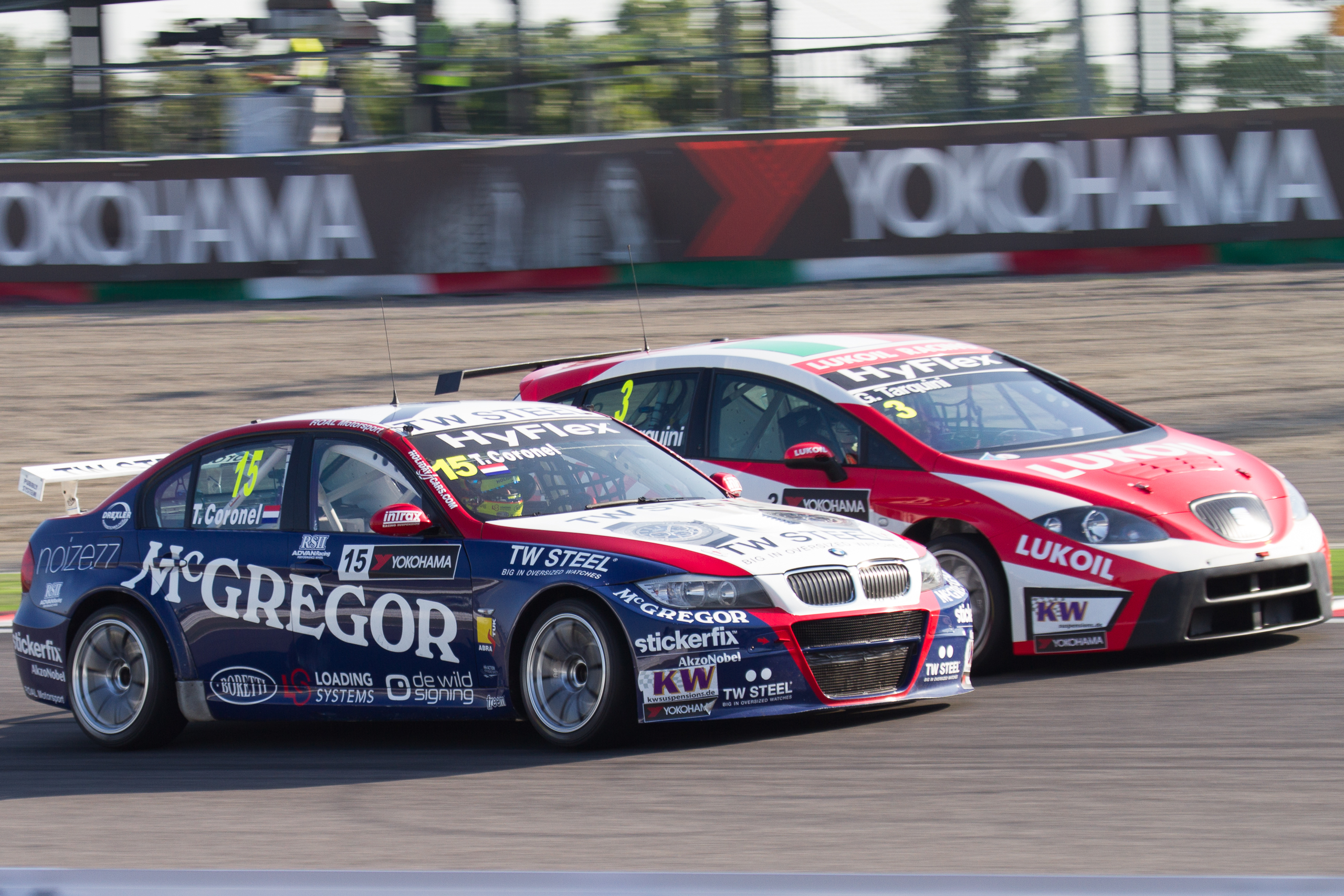
TC2 Tourenwagen

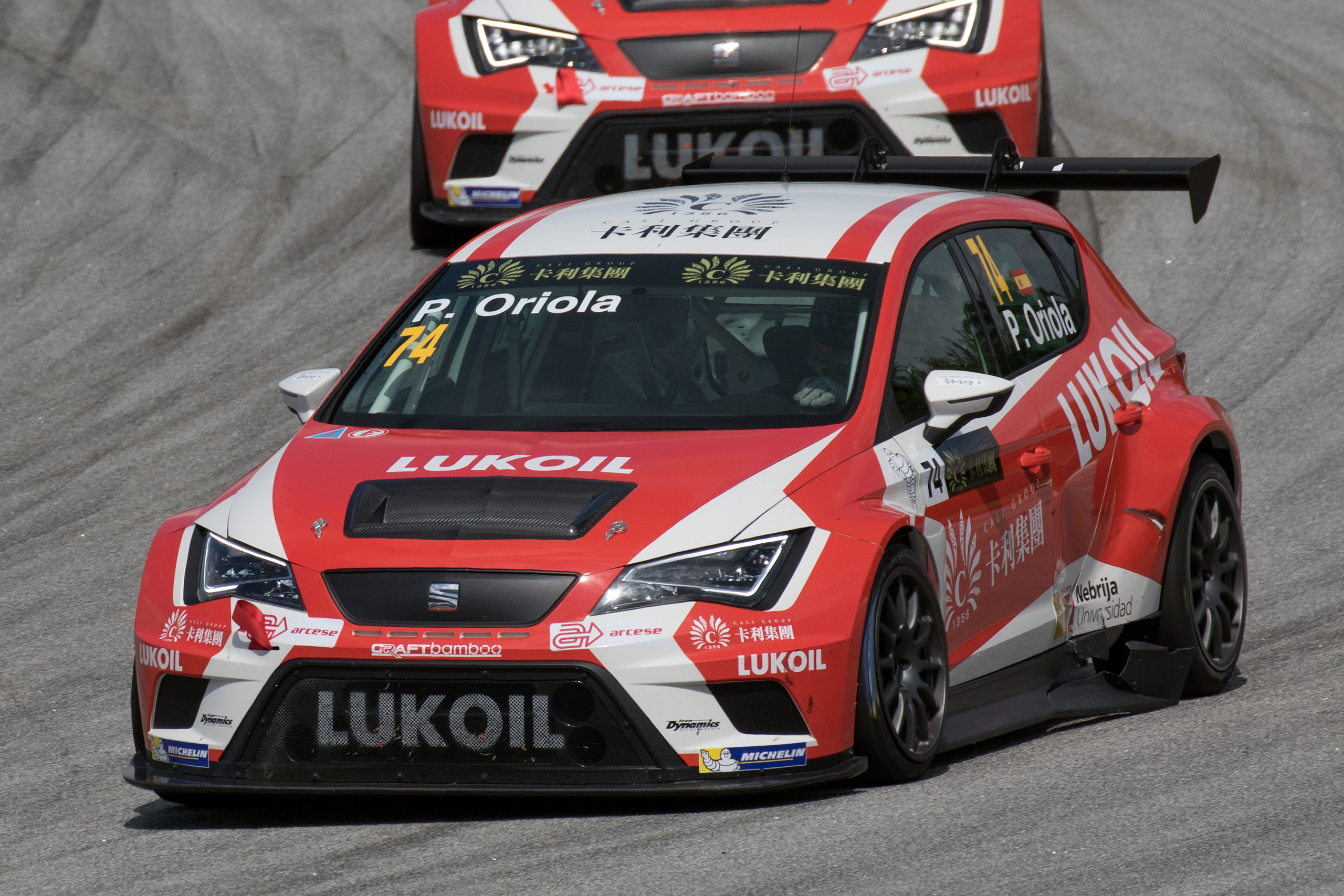
TCR Tourenwagen

### Basis-Klassen
Die Internationalen Fahrzeugklassen sind (beginnend mit den seriennächsten):
- Gruppe N,
- Gruppe SP (Super Production),
- Gruppe A,
- Gruppe B,

alle wiederum unterteilt nach Hubraum.
Zusätzlich gibt es in jedem Land nationale Fahrzeugklassen. In Deutschland sind das
- Gruppe G (seriennäher als Gr. N, unterteilt nach Leistungsgewicht),
- Gruppe F bzw. F-2005 (ungefähr wie Gr. A), und
- Gruppe H (freier als Gr. F).

Die Gruppen F und H werden wieder nach Hubraum eingeteilt. Wenn bei einem Auto Änderungen (Tuningmaßnahmen) durchgeführt (und im DMSB-Wagenpass deklariert) wurden, die die erlaubten übersteigen, kann es vielfach in der nächsthöheren Gruppe gewertet werden.

### Spezifische Klassen
Aufbauend auf den Basis-Klassen existieren zudem spezifische Klassen, die auf Grundlage der Basis-Klassen mit einem Zusatz-Kit erweitert werden. So baut zum Beispiel das Reglement der TC2 (Super 2000) auf dem Gruppe-A-Reglement auf.
Zur Saison 2014 führte die FIA ein neues Reglement inklusive neuer Klassen-Einteilung in die Klassen TC1, TC2 und TCR ein. TC steht dabei für den englischen Begriff touring car. Seit der Saison 2018 wird nur noch das TCR-Reglement international ausgeschrieben.
- Tourenwagen, die das zwischen 2014 und 2017 geltende Reglement der Tourenwagen-Weltmeisterschaft (WTCC) erfüllten, werden als TC1 bezeichnet. Ab 2015 waren ausschließlich TC1-Fahrzeuge für die Tourenwagen-Weltmeisterschaft zugelassen. Die Einführung des Reglements wurde ab 2011 von Marcello Lotti, dem Promoter der Tourenwagen-Weltmeisterschaft, konzipiert.[3] Das Reglement war über vier Jahre gültig in der WTCC. Danach wechselte man auf das günstigere TCR-Reglement und überführte die Tourenwagen-Weltmeisterschaft in den Tourenwagen-Weltcup (WTCR).[2]
- Tourenwagen, die nach dem von 2002 bis 2014 in der Tourenwagen-Europa- und Weltmeisterschaft gültigen Super-2000-Reglement aufgebaut sind, werden als TC2 bezeichnet.[1] TC2-Fahrzeuge kamen noch bis 2015 z. B. im European Touring Car Cup zum Einsatz. Danach wurde auch dort bis zur Einstellung der Rennserie Ende 2017 auf das TCR-Reglement gewechselt.
- In die Klasse TCR werden Tourenwagen eingestuft, die nach einem relativ serienahen Reglement aufgebaut sind (z. B. Markenpokalfahrzeuge) und über eine Balance of Performance (BoP) nivelliert werden.[4] Hierüber sollen alle Fahrzeuge auf ein konkurrenzfähiges Leistungsniveau gebracht werden. Die TCR-Klasse greift damit das Konzept der GT3-Klasse im Tourenwagensport auf. Der ursprüngliche Name dieser Klasse war daher TC3, jedoch sollte die Nummerierung auf keine vorgefasste Hierarchie hindeuten, weshalb die Bezeichnung TCR gewählt wurde.[1] Seit 2015 gibt es mehrere nationale TCR-Rennserien sowie eine internationale Meisterschaft, die TCR International Series. Von der FIA ist dieses Reglement seit 2016 als TCN-2 Klasse international ausgeschrieben. Zwischen 2016 und 2017 waren diese Fahrzeuge für den FIA European Touring Car Cup zugelassen.[5] Nach der Fusion der Tourenwagen-Weltmeisterschaft und der TCR International Series zum FIA Tourenwagen-Weltcup zur Saison 2018 wird nur noch dieses Reglement für Tourenwagen weltweit von der FIA ausgeschrieben.[2]

### Silhouetteprototyp

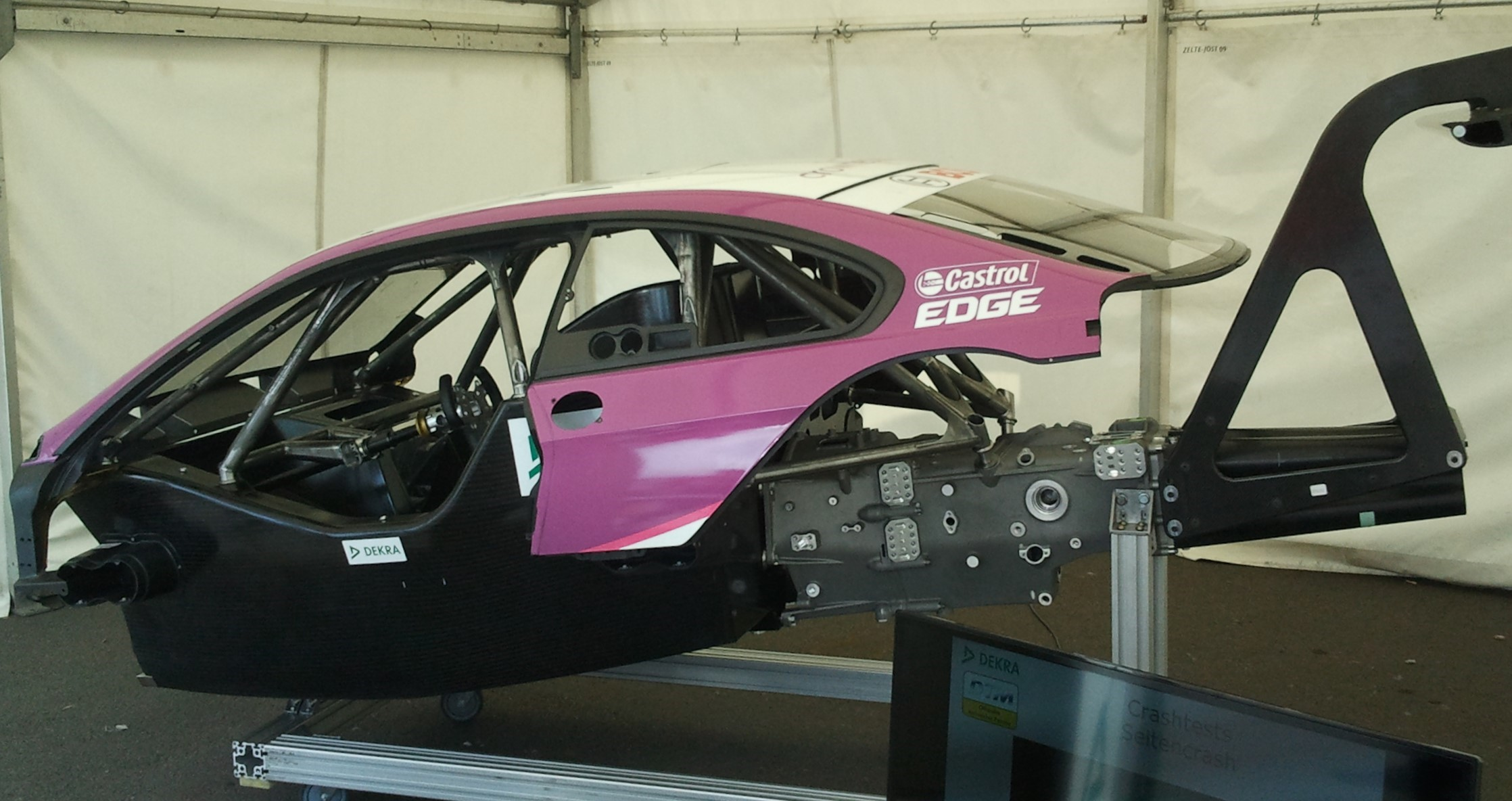
DTM Chassis 2012

Aus Marketinggründen werden teilweise auch Silhouetteprototypen als Tourenwagen bezeichnet. Hierbei handelt es sich um speziell für den Einsatz auf der Rennstrecke konstruierte Prototypen. Diese besitzen meist ein Chassis aus einer Gitterrohrrahmen-Struktur und haben eine aufgesetzte Silhouette, die nur noch aus Marketinggründen Ähnlichkeiten mit einem Modell aus der Serienproduktion aufweist. Da die Definition, dass es sich bei einem Tourenwagen um einen für den Motorsport modifizierten Personenkraftwagen aus der Großserienproduktion handelt, nicht zutrifft, gilt für Silhouetteprototypen der Artikel 251 im Anhang J des internationalen Sportgesetzes der FIA: „Ausschließlich zu Wettbewerbszwecken einzeln gebaute Fahrzeuge“.
Ein Problem jedes Tourenwagen-Reglements ist die Nivellierung der einzelnen Fahrzeugkonzepte. Da Tourenwagen auf Großserienfahrzeugen basieren, kann sich die motorsportliche Eignung der Fahrzeuge stark voneinander unterscheiden, da Großserienautos nicht ausschließlich im Hinblick auf die fahrdynamischen Eigenschaften konzipiert werden. Bei der Entwicklung eines Großserienfahrzeugs werden auch Anforderungen an die Raumausnutzung des Innenraums, an die Wirtschaftlichkeit oder an die Produktionskosten gestellt. Diese können sich kontraproduktiv für den Einsatz im Motorsport auswirken, wodurch sich aufgrund des Basisfahrzeugs schon erhebliche Leistungsunterschiede auf der Rennstrecke einstellen können. Da Silhouetteprototypen nicht auf der technischen Basis eines Großserienfahrzeugs aufbauen, können hier motorsportliche Nachteile größtenteils egalisiert werden. Außerdem können durch die größere Möglichkeit zur Verwendung von Gleichteilen die Entwicklungskosten verringert und die Chancengleichheit erhöht werden.
Silhouetteprototypen finden unter anderem Anwendung im Klasse-1-Reglement der DTM, in der ehemaligen V8-Star-Serie und in der US-amerikanischen NASCAR Cup Series.

### Abgrenzung zu anderen Rennwagen
Neben den Tourenwagen existieren noch weitere Rennwagen, die technisch von einem Fahrzeug aus der Serienproduktion abstammen und für den Einsatz im Motorsport modifiziert werden.
- Gran Turismo: Im Gegensatz zu Tourenwagen basieren diese GT-Fahrzeuge auf Sportwagen und Coupés, die zwei Sitze haben und meist in kleinerer Stückzahl produziert werden. Diese Fahrzeuge sind oft schon in der Serienkonfiguration stärker auf die fahrdynamischen Eigenschaften ausgelegt. Es kann vorkommen, dass von einem Coupé als Basisfahrzeug sowohl ein Rennwagen nach einem Tourenwagenreglement als auch nach einem GT-Reglement aufgebaut werden kann. Eine Sonderstellung nehmen hier die Silhouetteprototypen ein: Fahrzeuge die nach dem gleichen Reglement aufgebaut sind, können je nach Marketing der Rennserie als Tourenwagen oder als Gran Turismo bezeichnet werden. Dies kommt zum Beispiel bei dem Klasse-1-Reglement vor, bei dem die Fahrzeuge in der DTM als Tourenwagen und in der japanischen Super GT als Gran Turismo bezeichnet werden.

- Rallyefahrzeug: Der Unterschied zwischen Tourenwagen und Rallyefahrzeugen liegt im Wesentlichen an den spezifischen Modifikationen für den Einsatz auf der Rund- bzw. Rallyestrecke. Mit dem Super-2000-Reglement existiert zudem ein Reglement, das in den Grundzügen für Tourenwagen und Rallyefahrzeuge identisch ist, sich aber in den Bereichen Fahrwerk und Antriebsstrang deutlich voneinander unterscheidet. Im Allgemeinen eignen sich für den Einsatz auf der Rallyestrecke meist kompaktere Fahrzeuge. Teilweise werden auch bestehende Rallyefahrzeuge für den Einsatz auf der Rundstrecke umgerüstet, so wie zum Beispiel für das 24-Stunden-Rennen auf dem Nürburgring.

## Geschichte
Die erste Tourenwagen-Rallye Deutschlands wurde im Jahr 1905 von Sir Hubert von Herkomer organisiert. Diese sogenannten Herkomer-Konkurrenzen wurden bis 1907 ausgetragen und galten als Zuverlässigkeitsprüfungen für Automobile, wodurch dieser neue Sport in Deutschland populär wurde. Der Sieger der Rallye bekam den Herkomer-Preis verliehen, der von dem Künstler selbst kreiert und aus purem Sterlingsilber geschaffen war. Noch bis in die Gegenwart gilt diese 40 kg schwere Trophäe mit dem Siegerbildnis als der wertvollste private Automobilpreis der Welt.
Bis 1981 waren die viersitzigen Wagen im FIA-Regelwerk in die Gruppe 1, Gruppe 2 und Gruppe 5 (aufsteigende Tuningstufe) eingeteilt.

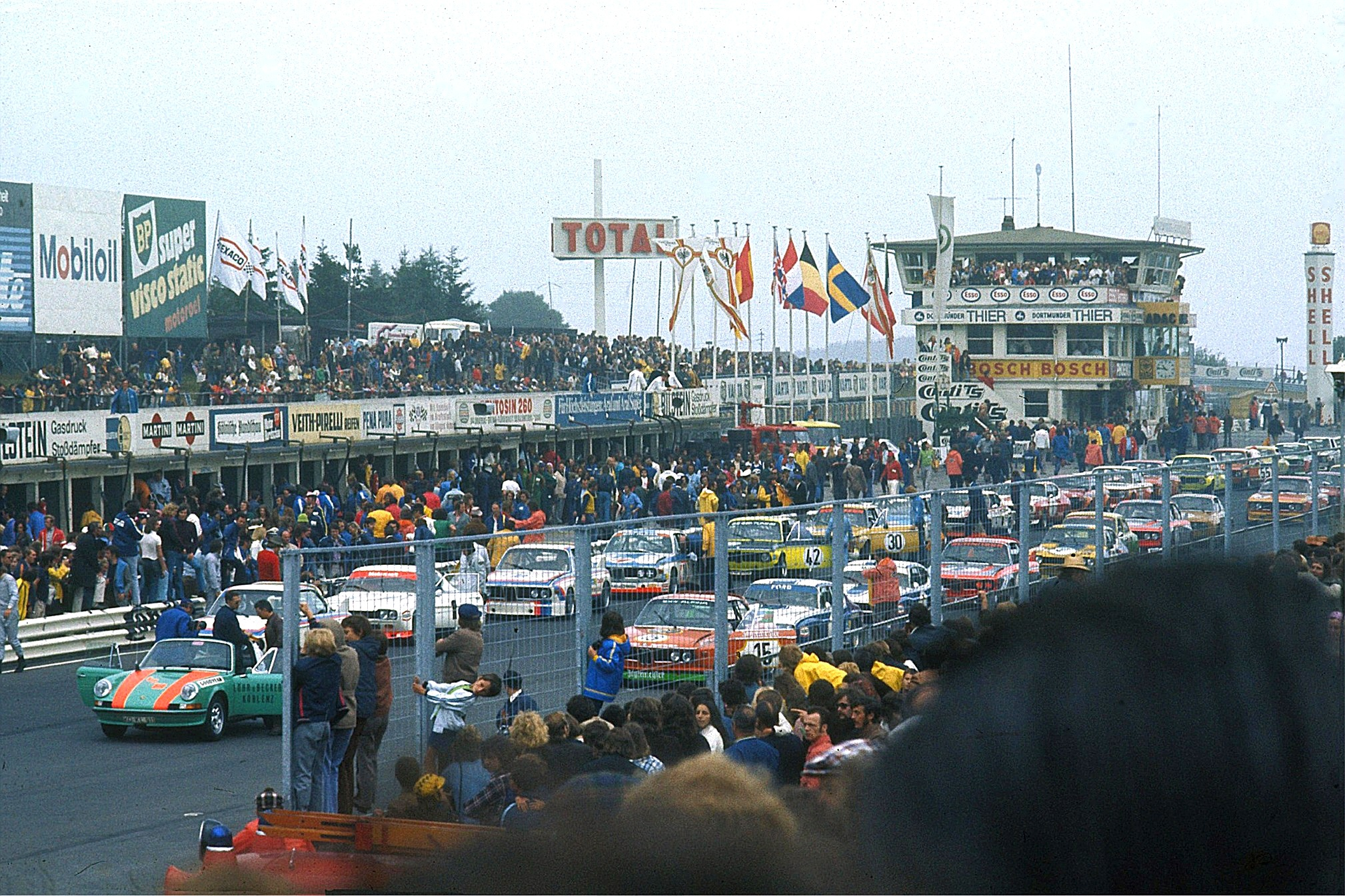
Startaufstellung zum 6-Stunden-Rennen auf dem Nürburgring am 8. Juli 1973

In den Sechziger- und Siebzigerjahren des vergangenen Jahrhunderts war die große Zeit der Tourenwagenrennen. Dies entstand wegen der Konkurrenzsituation Alfa-Romeo (GTA, GTAm) zu BMW (1800 TI/SA, 1602, 2002) und Ford (Lotus Cortina, Escort Twin Cam) bei den Wagen bis zwei Liter Hubraum und BMW (CSL) zu Ford (Capri RS) bei den hubraumstärkeren Fahrzeugen. Es gab eine heiß umkämpfte und sehr populäre „Tourenwagen-Europameisterschaft“, deren spektakulärstes Rennen die 6 Stunden für Tourenwagen auf der Nürburgring-Nordschleife war. Hubert Hahne gelang es am 6. August 1966 im Rahmenprogramm des Großen Preises von Deutschland als erstem Fahrer, auf seinem Werks-BMW 2000 TI die Nordschleife im Rennen mit einem Tourenwagen unter 10 Minuten (9:58,5 Minuten) zu umrunden.
Durch die gemessen an heutigen Rennwagen relative Seriennähe konnten auch reine Privatteams noch konkurrenzfähig teilnehmen und zogen damit Zehntausende Fans zu den Strecken. Dazu kam, dass zu dieser Zeit die Fahrerlager und die Fahrer meist mehr oder weniger zugänglich waren. Man konnte durchaus am Nürburgring am Morgen des 6-Stunden-Rennens in der Gaststätte unter der Haupttribüne mit Rennstars am gleichen Tisch sitzen und sich unterhalten.

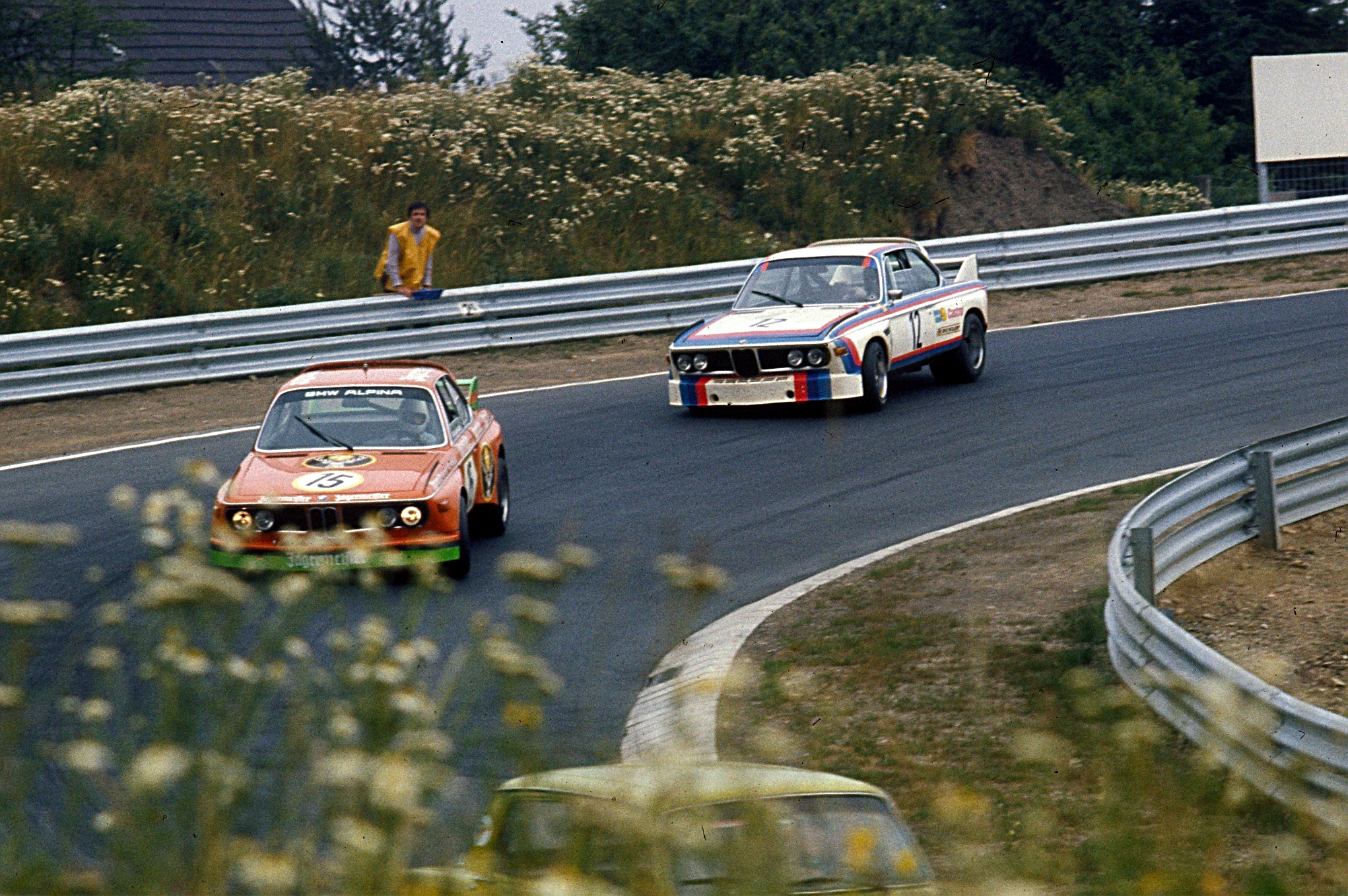
Hans-Peter Joisten vor Hans-Joachim Stuck 1973

Darüber hinaus gab es noch die alte, sehr straßenähnliche Strecke der Nordschleife ohne jegliche Auslaufzonen (bis 1973). Aber es gab auch Bäume an der Strecke, die manchem zum Verhängnis wurden. Für die Zuschauer war die Nähe zur Strecke ein starker Magnet.
Diverse „Ringschlachten“ sind legendär. Erinnert sei an Namen wie Hubert Hahne, Eugen Boehringer, Dieter Quester, Sir John Whitmore, Andrea de Adamich, Jacky Ickx, Jochen Mass und Hans-Joachim Stuck. Aber auch Peter Lindner (Jaguar Mk II) ist unvergessen, der 1964 mit seinem Jaguar E-Type in Montlhéry tödlich verunglückte. Er lieferte sich Duelle mit Eugen Boehringer auf Mercedes 300 SE.
In den 1980er-Jahren wurde die DTM bzw. die Deutsche Tourenwagen-Meisterschaft populär, in der seriennahe Fahrzeuge wie BMW M3, Mercedes 190, Ford Sierra, Opel Kadett, Audi V8 usw. eingesetzt wurden. Diese Autos hatten eine normale Blechkarosse, alle Änderungen mussten vorher genehmigt (nach FIA Gruppe A homologiert) werden.

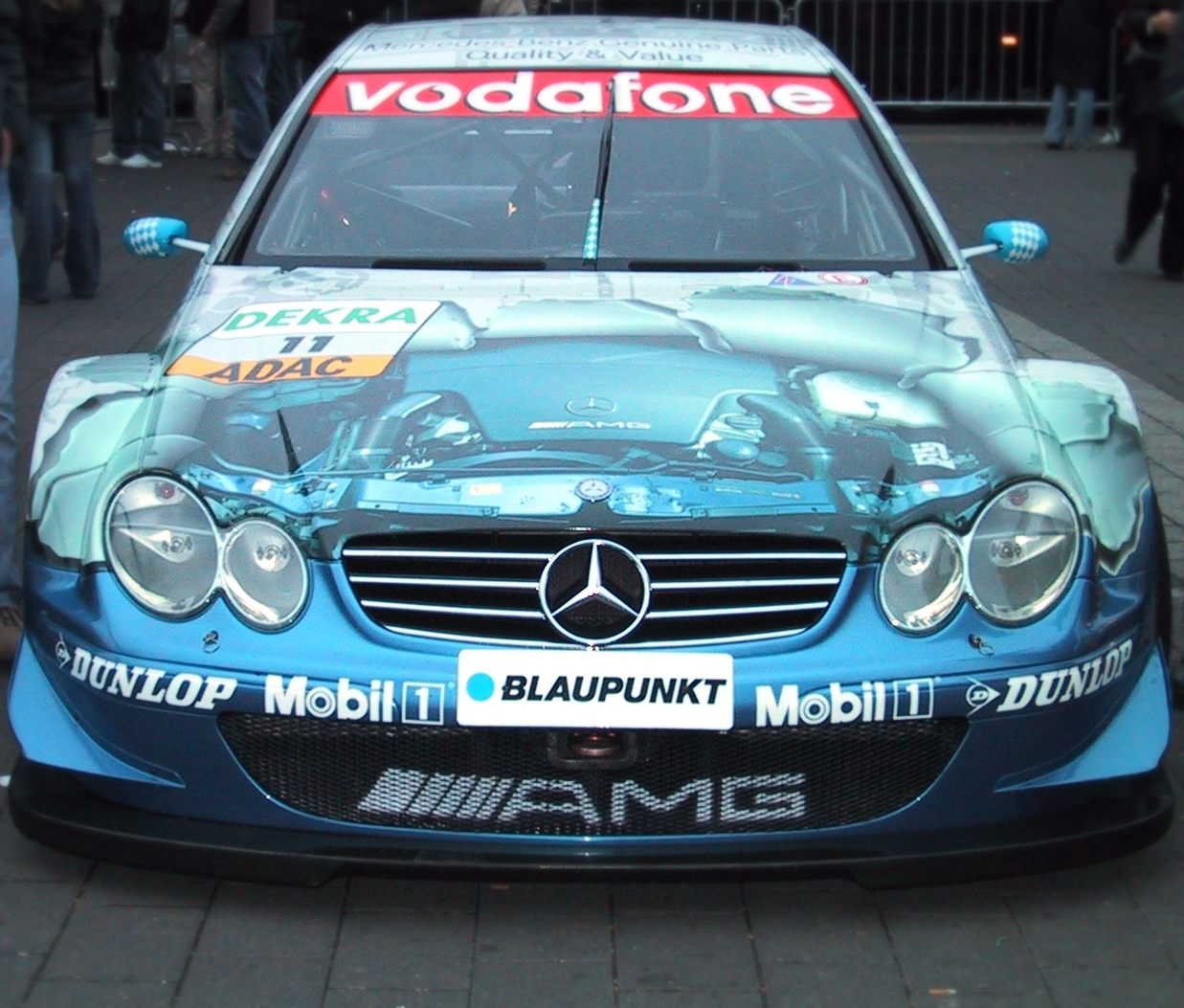
DTM-Boliden wie dieser Mercedes werden zwar aus Marketing-Gründen fälschlicherweise als Tourenwagen bezeichnet, haben jedoch Gitterrohrrahmen-Fahrgestelle, über die eine Plastikhülle gestülpt wird.

Ab 1993 wurden in der DTM jedoch so genannte Klasse-1-Fahrzeuge eingesetzt, die nur äußerlich den Serienwagen glichen. Insbesondere bei der heutigen DTM handelt es sich um reinrassige Rennwagen, denen eine Plastikhülle aufgesetzt wurde. Für diese trifft die Definition des Artikels 251 im Anhang J des Internationalen Sportgesetzes der FIA zu: „Ausschließlich zu Wettbewerbszwecken einzeln gebaute Fahrzeuge“. Man könnte sie auch als Tourenwagenprototypen bezeichnen.
Ab 1990 entwickelte man in der BTCC ähnlich wie in Deutschland ein Nachfolgereglement für die Gruppe-A-Tourenwagen. Anders als in Deutschland entstand hier wieder ein seriennahes Reglement der Supertourenwagen, das ab 1994 von der FIA international als Klasse-2-Reglement ausgeschrieben wurde. Viele nationale Meisterschaften trugen hiernach ihre Rennen aus. Im Super Tourenwagen Cup wurde dieses Reglement auch in Deutschland angewandt.
Seit 2002 schreibt die FIA das Super-2000-Reglement, als Nachfolger für die Supertourenwagen, international aus, das für die Tourenwagen-Europameisterschaft (ETCC) entwickelt wurde und 2005 in die Tourenwagen-Weltmeisterschaft (WTCC), die ihre Rennen weltweit austrägt, überging.
Im Breitensport werden auf der Nürburgring-Nordschleife in VLN, RCN und 24h-Rennen eine Vielzahl von Tourenwagen aus der Großserienproduktion eingesetzt, da diese besonders als Gebrauchtfahrzeuge kostengünstig zu erwerben sind.

## Tourenwagen-Meisterschaften in Deutschland
- 1960–1971: Deutsche Automobil-Rundstrecken-Meisterschaft
- 1972–1985: Deutsche Rennsport-Meisterschaft (DRM)
- 1984–1995: Deutsche Tourenwagen-Meisterschaft (DTM)
- 1995–1996: International Touring Car Championship (ITC)
- 1994–1997: Super Tourenwagen Cup (STW)
- 1998–1999: Deutsche Super-Tourenwagen-Meisterschaft (STW)
- 2000–2020: Deutsche Tourenwagen Masters (DTM)[# 1]
- 2016–heute: TCR Germany

Anmerkung
1. ↑  Seit 2021 werden keine Tourenwagen, sondern Sportwagen, die dem GT3-Reglement entsprechen, eingesetzt.